# Lovette
Lovette, nome artístico de Renee M. Paidle (South Bend, 27 de janeiro de 1973), é uma ex-atriz de filmes pornográficos e modelo erótica norte-americana

## Biografia
Lovette em sua adolescência foi líder de torcida na escola em que estudava. Ela entrou para a faculdade, mas logo decidiu que queria fazer algo diferente e conseguiu um emprego como dançarina exótica. Ela foi muito bem sucedida nisso e excursionou por todo os Estados Unidos.
Em 1995, ela se mudou para Los Angeles, para entrar para a indústria do cinema pornô e mais tarde, no mesmo ano fez seu primeiro filme. Lovette foi apresentada à pornografia por Dick Nasty. No ano de 1995, recebeu o AVN de melhor cena de sexo anal. Desde seus primeiros papéis em filmes do tipo amador, Lovette subiu na carreira da pornografia e fez filmes de ótima produção, como Freak de 1998.
Em 2003, Lovette já não aparece regularmente em filmes adultos tradicionais. No entanto, ela disponibiliza material softcore  e projetos hardcore em seu site. Ela continua sendo uma figura proeminente na comunidade pornográfica na Internet e muitas de suas fotografias mais antigas e filmes permanecem em exposições frequentes. Em 2008, ela fechou seu site oficial (mantendo o domínio), depois de anunciar que ela se retirou da indústria do entretenimento adulto em definitivo.
IMDB
IAFD
Freeones
Boobpedia